# کالینز، میسوری
کالینز (به انگلیسی: Collins) یک روستا (ایالات متحده آمریکا) در ایالات متحده آمریکا است که در شهرستان سنت کلیر، میزوری واقع شده‌است.
 کالینز ۰٫۶۴ کیلومتر مربع مساحت و ۱۵۹ نفر جمعیت دارد و ۲۶۰ متر بالاتر از سطح دریا واقع شده‌است.